# Giuseppe Ottavio Pitoni

Giuseppe Ottavio Pittoni

Giuseppe Ottavio Pitoni (Rieti, 18 de marzo de 1657 - Roma, 1 de febrero de 1743) fue un organista y compositor italiano. Se convirtió en uno de los músicos más destacados de Roma durante la primera mitad del siglo XVIII, en el denominado Barroco tardío, y ha sido definido por el musicólogo alemán Siegfried Gmeinwieser como «la máxima expresión del barroco polifónico romano»

## Vida
Pitoni nació en Rieti, pero su familia se trasladó a Roma cuando el niño tenía once meses. A los cinco años comenzó sus estudios musicales con el compositor, organista y sacerdote Pompeo Natale (o Natali) y desde los ocho fue niño cantor y formó parte del coro de la iglesia de San Juan de los Florentinos. Asimismo, cantó y estudió contrapunto con Francesco Foggia en la basílica de los Santos Apóstoles, donde se interpretaron sus primeras composiciones. En 1673, con sólo dieciséis años, ya era maestro di cappella (maestro de capilla) en la basílica de Santa María de Monterotondo (histórica iglesia cercana a Roma), y al año siguiente asumió el mismo cargo en la catedral de Asís, donde comenzó un estudio intensivo de las obras de Palestrina. Tras un breve período de tiempo como maestro de capilla en la catedral de Rieti, en 1676 volvió de nuevo a Roma, donde habría de asumir importantes cargos y funciones.
En 1677 fue nombrado maestro de capilla vitalicio en la basílica de San Marcos. Además, ocupó una serie de puestos prestigiosos como maestro de la Basílica de los Santos Apóstoles de Roma y del Collegium Germanicum de Roma (desde 1686), de San Juan de Letrán (desde 1708 y donde Palestrina había servido entre 1555 y 1560) y de la Cappella Giulia en la Basílica de San Pedro (desde 1719, sucediendo a Domenico Scarlatti). Desde 1689 asumió también el cargo de maestro en la iglesia de San Lorenzo en Dámaso, y durante 35 años (entre 1696 y 1731) le fue confiada toda la música sacra patrocinada por el cardenal titular de la basílica, Pietro Ottoboni, quien residía en el adyacente Palacio de la Cancillería y era gran amante y mecenas de la música, como lo demuestra que en su círculo se movieran artistas de la talla de Arcangelo Corelli, Georg Friedrich Händel, Alessandro y Domenico Scarlatti, Bernardo Pasquini, o Filippo Amadei. De 1708 a 1719 fue maestro de la Capilla Musical Pía Lateranense, y en 1719 se convirtió también en maestro de capilla de la basílica de San Pedro del Vaticano, cargo que mantuvo hasta su muerte.
Como miembro de la Congregación de músicos de Roma, Pitoni fue nombrado muchas veces guardiano de los maestros de capilla de dicha asociación.

## Estilo y legado musical
Pitoni fue activo esencialmente en el campo de la música sacra, y aunque también dominó el llamado estilo concertato moderno, con y sin instrumentos, se le recuerda, sobre todo, por sus misas policorales y otros trabajos de estilo contrapuntístico severo, compuestos según la tradición que se consideraba heredera de Palestrina.
Su contribución a la música litúrgica en Roma fue muy profunda, pues trabajó como compositor, organista, maestro de capilla en diferentes iglesias, escritor sobre teoría e historia de la música y como esaminatore dei maestri (examinador de maestros) para la Academia de Santa Cecilia. Fue extremadamente prolífico como compositor, pues en su catálogo se contabilizan unas 325 misas, 800 salmos y 235 motetes de las 3.500 obras enumeradas por su alumno y biógrafo Girolamo Chiti. Preparó un año completo litúrgico de música para San Pedro, con arreglos para las misas y oficios de cada domingo y día santo.
Las primeras obras de Pitoni son un brillante ejemplo de su genio en el estilo contrapuntístico romano de Palestrina. Sin embargo, en años posteriores evolucionó hacia texturas más homofónicas con elementos policorales. Su uso del estilo llamado concertato también incluyó secciones solistas y partes instrumentales concertantes. Se dice que su inmensa facilidad para componer le permitió realizar por separado las partes de una misa a 16 voces, sin necesidad de utilizar partitura. A ojos y oídos modernos, estas composiciones pueden parecer aburridas e incluso repetitivas, sin embargo, dadas las prácticas interpretativas típicas de principios del siglo XVIII —ornamentación vocal, participación instrumental, ubicación antifonal para elementos policorales, entonación justa y colores vocales variados—, incluso las obras homofónicas debieron causar una fuerte impresión en los reverberantes interiores de las iglesias de Roma. Al final de su vida estaba preparando una misa para doce coros, que quedó incompleta a su muerte. Fue enterrado en la cripta de la familia Pitoni dentro de la Basílica parroquial de San Marcos Evangelista de Roma, donde sirvió durante unos 66 años. Su obra más conocida es el Dixit Dominus a 16 en 4 coros.
La fama de Pitoni se debe, sobre todo, a su interés por la teoría de la composición y al trabajo que llevó a término en ese ámbito. De hecho, entre los textos que conservamos de él hay numerosos apuntes de contenido teórico-musical donde se analiza la polifonía a partir del Quattrocento. Se trata de una inmensa obra de reflexión llevada a cabo con la idea de redactar un extenso tratado teórico-compositivo, que debería haber aparecido con el título de Guida Armonica. A principios del siglo XVIII, probablemente entre 1713 y 1717, como nos cuenta su alumno Girolamo Chiti, Pitoni envió a imprimir el primer volumen de la obra pero, descontento con ella, hizo destruir toda la edición, dejando el trabajo inédito (el único ejemplar que sobrevivió se conserva en la colección del padre Giovanni Battista Martini, ubicada en el Museo y Biblioteca Internacional de la Música, en Bolonia.
Como complemento de su trabajo teórico, Pitoni compiló también una obra de carácter historiográfico: la Notitia de'contrapuntisti e compositori di musica dagli anni dell'era cristiana 1000 fino al 1700, primer intento de un diccionario bio-bibliográfico de músicos, de la que conservamos el manuscrito y hay también edición moderna.
Entre sus obras teórico-prácticas se conservan las Regole di contrappunto y las Aggiunte alle Regole di contrappunto di Giulio Belli, añadido de 13 páginas a la redacción originaria de Belli.
Entre los alumnos más destacados y conocidos de Pitoni podemos recordar a Francesco Antonio Bonporti, Girolamo Chiti, Francesco Feo y Francesco Durante.

## Obras y ediciones
Giuseppe Ottavio Pitoni, Guida armonica… libro primo (Roma, c. 1690), edición de F. Luisi (Bolonia, 1989).
Giuseppe Ottavio Pitoni, Notitia de contrapuntisti e de compositori di musica (c. 1725), edición de C. Ruini (Florencia, 1988).
Giuseppe Ottavio Pitoni, Regole di contrappunto (Mss. Roma, Conservatorio di Musica di Santa Cecilia); Aggiunte alle Regole di contrappunto di Giulio Belli (Mss.  Bolonia, Civico Museo Bibliografico Musicale).
Más de cuarenta volúmenes autógrafos (e inéditos) de sus composiciones y escritos teóricos se encuentran depositados en el fondo Cappella Giulia de la Biblioteca Apostólica Vaticana (en Roma) y, en parte, en la colección que reunió el presbítero, compositor y coleccionista Fortunato Santini, conservada hoy bajo el nombre de Santini-Bibliothek en la Biblioteca Diocesana de Münster.

## Composiciones destacadas
- Cantate Domino
- Laudate Dominum
- Dixit Dominus Tölzer Knabenchor Gerhard Schmidt-Gaden

## Citas
1. ↑  Ricci, Luigi (9 de mayo de 2018). «In ricordo del grande musicista Giuseppe Ottavio Pitoni, concessa la cittadinanza onoraria al musicologo tedesco Siegfried Gmeinwieser». en Il Messaggero, edizione di Rieti. Consultado el 9 de mayo de 2018.